# Puccinia embergeriae
Puccinia embergeriae är en svampart som beskrevs av McKenzie & P.R. Johnst. 2004. Puccinia embergeriae ingår i släktet Puccinia och familjen Pucciniaceae.   Inga underarter finns listade i Catalogue of Life.